# 주안대학원대학교
주안대학원대학교(―大學院大學校, Juan International University)는 대한민국 인천광역시 미추홀구에 소재한 사립 대학원대학이다.

## 연혁
2010년 7월 29일, 학교법인 주안학원의 나겸일이 주안대학원대학교를 설립하여 이듬해인 2011년 3월 2일 개교하였다.
2021년, 개교 10주년을 맞이하였으며, 유근재가 총장직을 역임하고 있다.

## 교육편제
주안대학원대학교는 전문대학원 과정에 해당함에 따라, 선교학 단일 학과에 대한 석·박사 과정을 제공하고 있다.